# Mandarin (chat)
Pour les articles homonymes, voir Mandarin.
Le mandarin, également appelé oriental longhair et javanais est une race de chat originaire des États-Unis. Ce chat est la variété à poils mi-longs de l'oriental.

## Origines
L’histoire du mandarin commence par celle de l’oriental. En effet, le mandarin est une des variétés à poils mi-longs de l’oriental, descendant directement du siamois. 
Ce sont les Anglais qui ramenèrent de Thaïlande le siamois, mais également d’autres chats, au physique identique mais dont la robe n’était pas colourpoint. Des légendes racontent que là-bas ils étaient des chats sacrés ou qu’ils étaient élevés par le roi du Siam. Arrivés en Grande-Bretagne à la fin du XIXe siècle, le siamois, beaucoup plus exotique et original que l’oriental, connut un succès immédiat tandis que son cousin non pointé tomba dans l’oubli.
Ce n’est qu’après la Seconde Guerre mondiale, lorsque l’élevage de chats de race était au plus bas que les éleveurs eurent recours à de nombreux croisements afin de relancer ou créer certaines races. Ce fut le cas de l’oriental qui résulte du croisement entre des siamois, des abyssins, des british shorthair, des bleus russes et des chats de gouttière. Le résultat fut un chat au type oriental et rattaché aux origines du siamois mais non pointé. On le nomma foreign shorthair.
Dans les années 1970 des chats orientaux furent importés aux États-Unis où l’on croisa siamois et american shorthair pour introduire de nouvelles couleurs . Il en résulta un chat couleur brun « havane » mais cette race évolua différemment et est actuellement enregistrée sous le nom de havana brown.
On y croisa également dans les années 1980 orientaux et balinais afin d’obtenir un oriental à poils mi-longs. Cette variété fut reconnue comme race à part entière sous le nom d’oriental longhair pour la CFA en 1994 et pour la TICA en 1998. En Europe, on les trouve sous le nom de mandarins ou parfois javanais,. Cette race est encore rare en France où le LOOF enregistre moins de vingt naissances par an. Le mandarin ne représentait en 2008 que 0,07 % du total des chats de race dans l’Hexagone. La GCCF enregistre elle une cinquantaine de naissance de mandarins par an sur un total de 30 000 nouveaux chatons enregistrés chaque année.

## Standards

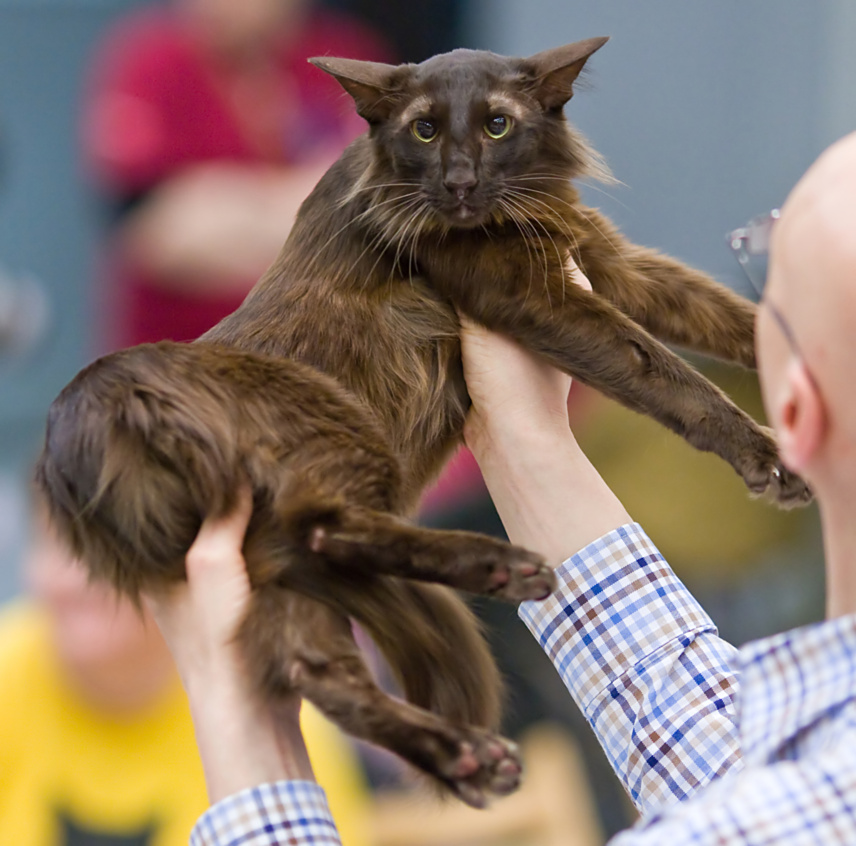
Un oriental longhair chocolat présenté à une exposition féline.

### Corps
La silhouette du mandarin est longiligne et souple. Il est de taille moyenne avec une ossature fine et une musculature ferme. Il doit dégager une impression d’élégance. Un corps trop court ou massif est considéré comme un défaut par les juges. Les hanches et les épaules sont de la même largeur et l’encolure doit être longue et fine.
Les pattes doivent aussi être longues tout en restant en harmonie avec le reste du corps. Elles sont fines mais sans exagération. Leur ossature doit être fine et la musculature doit être ferme. Des pattes trop courtes ou massives sont des défauts pénalisants en championnat. Les pieds sont petits et ovales. La queue est longue et fine, dite en forme de fouet. La longueur doit toutefois rester en harmonie avec le reste du corps. Chez le mandarin elle est bien fournie et portée avec légèreté. Les poils qui la composent sont fins et on la compare à une plume d'autruche .
Le standard français précise que le mandarin, bien qu’il soit fin, ne doit pas être trop maigre.

### Tête
La tête est de taille moyenne et de forme triangulaire. Le crâne et le front doivent être plats ou un peu arrondis mais en excès. Une tête trop large ou trop ronde est considérée comme un défaut pénalisant en exposition. Le profil est soit entièrement droit, soit légèrement convexe. Il ne doit pas y avoir de cassure le long de la ligne du nez ni de pinch. Les joues sont plates sauf pour les mâles adultes qui peuvent présenter des bajoues.
Les yeux sont de type oriental, en amande et inclinés. Ils doivent être bien espacés l’un de l’autre. Leur couleur est verte ou vairon chez les sujets particolores ou entièrement blancs. Les mandarins entièrement blancs peuvent avoir les yeux bleus. Des yeux or ou cuivre entraînent l’élimination du chat lors d’une exposition. L’intensité de la couleur est prise en compte. Des yeux ronds, petits ou pas assez inclinés sont considérés comme des défauts. Le nez doit être long et droit mais pas trop étroit. Les oreilles sont grandes, bien espacées sur la tête et larges. 

### Robe et fourrure

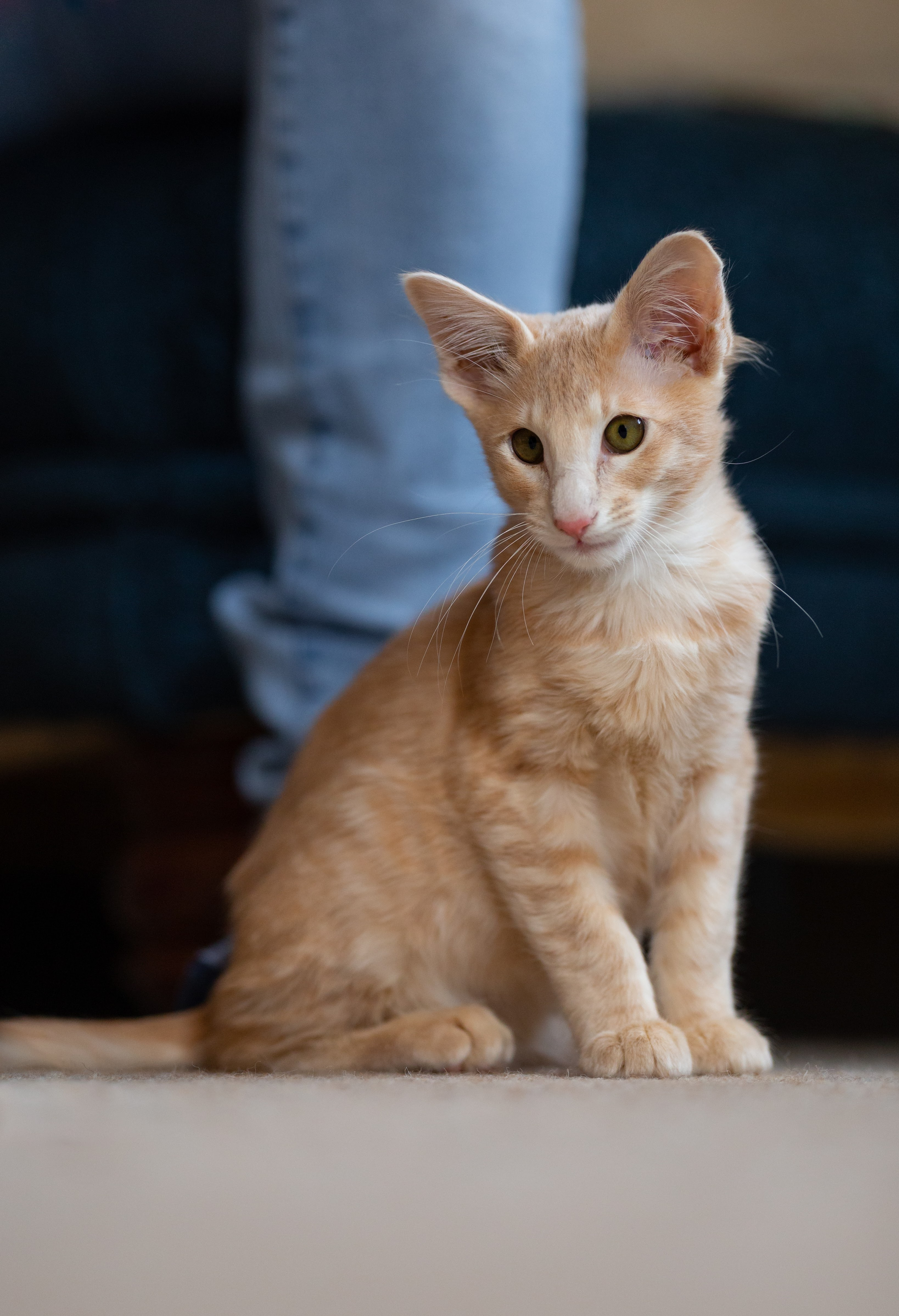
Chaton mandarin roux.

Leur fourrure est mi-longue et ne doit pas comporter de sous-poil. Le poil est fin et soyeux et se couche sur le corps. La fourrure du mandarin ne doit pas comporter de collerette mais la culotte et la queue doivent être bien fournies en poils. Les poils des épaules peuvent toutefois être plus courts que ceux du reste du corps. Le standard tolère une fourrure incomplètement développée chez les chatons de moins de douze mois. Une fourrure trop courte ou manquant de soyeux est considérée comme un défaut. La présence de sous-poil est un défaut éliminatoire.
Tous les motifs traditionnels sont autorisés. Seul le colourpoint est interdit puisqu’il est propre au balinais. Toutes les couleurs sont autorisées. Des marques fantômes sur la queue et les flancs des chats de moins de douze mois doivent être tolérées.
Les croisements sont autorisés avec les siamois, les orientaux et les balinais. 

## Caractère
Le caractère du mandarin serait le même que celui de l'oriental, c'est-à-dire bavard, vif, joueur et très attaché à son propriétaire. Bien sûr, le caractère est avant tout individuel et fonction de l'histoire de chaque individu, quelle que soit sa race.

## Élevage

### Santé
Les races dérivées du siamois tel que le mandarin sont touchées par l'amyloïdose. Cette maladie conduit à une atteinte hépatique amenant l'insuffisance rénale chronique et engendrant la mort de l'animal à terme. Cette maladie a été découverte récemment chez le chat et aucune étude génétique n'a encore été réalisée afin de connaître le mode de transmission de la maladie. Une analyse des pedigrees montre toutefois qu'elle pourrait être héréditaire. 
Les symptômes se traduisent par des diarrhées qui peuvent être accompagnées par un état d'abattement et un refus de s'alimenter. Il n'existe aucun traitement pour soigner la maladie, uniquement ses symptômes. Cela consiste en des traitements anti-inflammatoires et des médicaments servant à freiner la progression de l'insuffisance rénale. Une transfusion sanguine peut se faire en cas d'anémie. Les sujets atteints meurent toutefois avant cinq ans, à trois ans et demi en moyenne, bien qu'un chat malade ait atteint l'âge de onze ans. À l'heure actuelle, les vétérinaires recommandent une autopsie de tous les chats siamois et apparentés morts de façon inexpliquée afin de mieux comprendre la maladie.